# Philothermopsis liberiensis
Philothermopsis liberiensis là một loài bọ cánh cứng trong họ Cerylonidae. Loài này được Sen Gupta miêu tả khoa học năm 1973.